# 代拉姆港
代拉姆港（波斯語：‎，羅馬化：Bandar-e Deylam或Bandar Deylam、Bandar Dīlam）是伊朗的城市，位於該國西南部，由布什爾省負責管轄，距離首府布什爾135公里，處於海拔水平面，2006年人口19,829，居民主要信奉什葉派。